# Delta1 del Taure
|  | No s'ha de confondre amb Hyadum I. |

Delta¹ del Taure (δ¹ Tauri) és un estel doble de la constel·lació del Taure. El component principal Aa rep el nom de Secunda Hyadum; el seu nom al·ludeix al cúmul de les Híades, del que forma part, i en llatí significa «Segona Híade». També rep el nom Eudora (Ευδωρη en grec), una de les germanes Híades. La seva magnitud aparent és +3,77 i s'hi troba a 153 anys llum del sistema solar.
Delta¹ del Taure' és una gegant taronja de tipus espectral K0III amb una temperatura efectiva de 4965 K. Llueix amb una lluminositat 74 vegades major que la lluminositat solar i té un radi 11,6 vegades més gran que el del Sol. És una de les quatre gegants taronges de les Híades, al costat d'Ain (ε Tauri), θ¹ Tauri i Gamma del Taure (γ Tauri). De fet, les seves característiques físiques són gairebé iguals a aquesta última. Igual que Hyadum I, té una velocitat de rotació molt lenta i, com en la resta de les Híades, la seva metal·licitat és superior a la del Sol en un 25%, cosa que és consistent amb l'abundància de cianogen (CN) observat en el seu espectre.
Delta¹ del Taure' és una binària espectroscòpica, on la component secundària orbita a la gegant taronja cada 529,8 dies. Una ocultació per part de la Lluna ha permès conèixer que es tracta d'una nana vermella de tipus M i magnitud 13. L'excentricitat de l'òrbita fa que la separació entre ambdues estels varie entre 1,0 ua i 2,5 ua.